# Bisdom Santo Domingo en Ecuador
Het bisdom Santo Domingo en Ecuador (Latijn: Dioecesis Sancti Dominici in Aequatoria) is een rooms-katholiek bisdom met als zetel Santo Domingo, in Ecuador. Het bisdom is suffragaan aan het aartsbisdom Portoviejo. 

## Geschiedenis
Het bisdom werd opgericht op 5 januari 1987, als de territoriale prelatuur Santo Domingo de los Colorados, uit delen van het aartsbisdom Quito, en was suffragaan aan het aartsbisdom Quito. Op 25 februari 1994 veranderde het van kerkprovincie en werd suffragaan aan het nieuw verheven aartsbisdom Portoviejo. Op 8 augustus 1996 werd het verheven tot bisdom. Op 18 juni 2008 veranderde het van naam naar bisdom Santo Domingo en Ecuador. 

## Parochies
Het bisdom had in 2020 een oppervlakte van 8.500 km2 en telde 866.400 inwoners waarvan 85,5% rooms-katholiek was.

## Bisschoppen
- Emilio Lorenzo Stehle (5 januari 1987 - 11 mei 2002)
- Wilson Abraham Moncayo Jalil (11 mei 2002 - 12 maart 2012)
  - Julio César Terán Dutari (apostolisch administrator: 15 maart 2012 - 23 mei 2015)
- Bertram Víctor Wick Enzler (24 maart 2015 - heden)

## Galerij van afbeeldingen

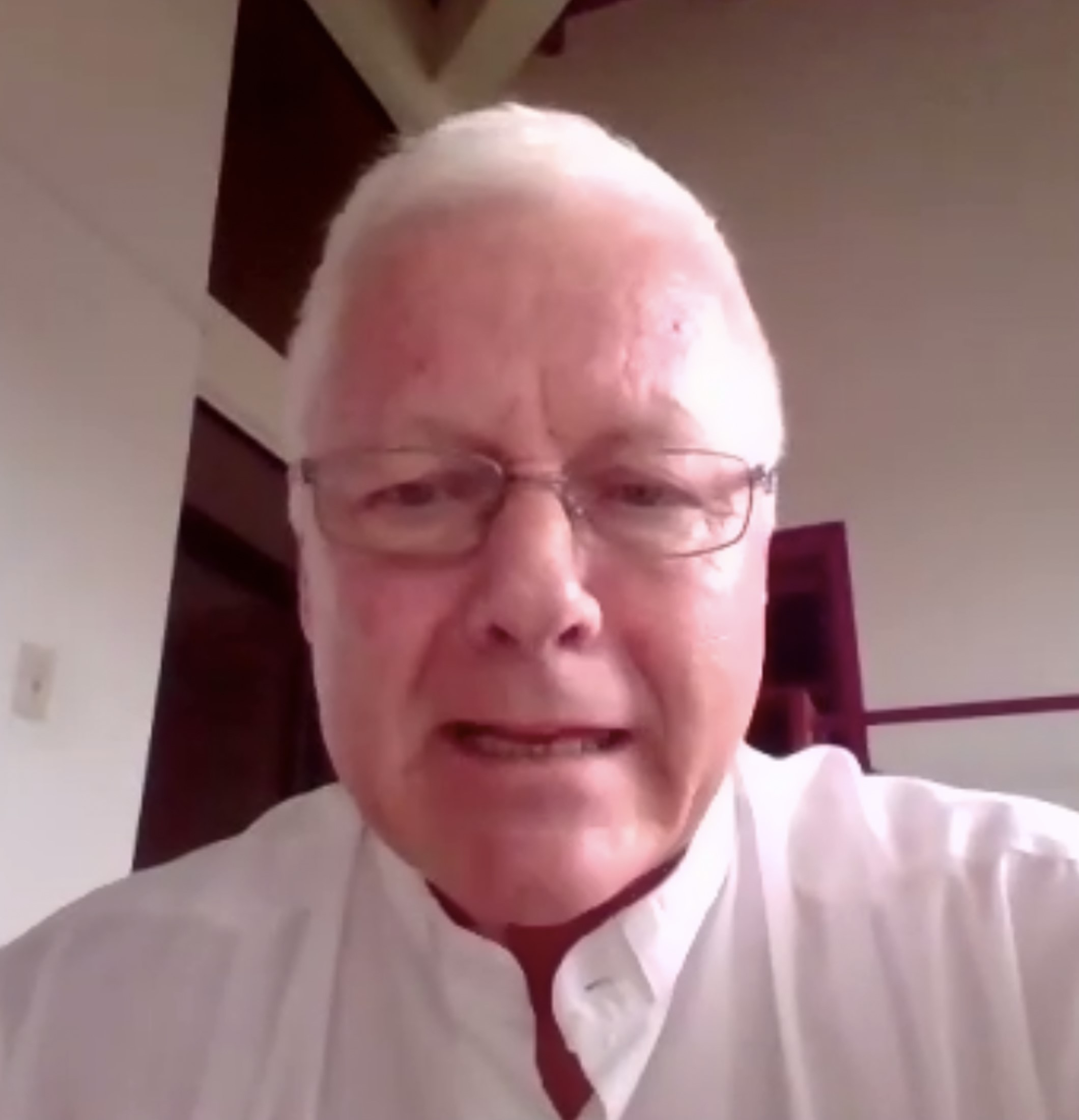
Bisschop Bertram Víctor Wick Enzler (2015-heden)
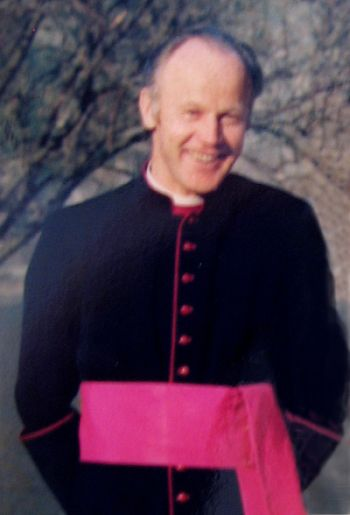
Bisschop Emilio Lorenzo Stehle (1987-2002)

Portoviejo (aartsbisdom) · Santo Domingo en Ecuador